# Transdanubia Centrală
Transdanubia Centrală (maghiară Közép-Dunántúl) este o regiune a Ungariei.